# Лопер, Хенк де
Хендрик Христиан (Хенк) де Лопер (нидерл. Hendrik Christiaan (Henk) de Looper; 26 декабря 1912, Хилверсюм, Северная Голландия — 3 января 2006, Хилверсюм, Северная Голландия) — нидерландский хоккеист на траве, полузащитник. Бронзовый призёр летних Олимпийских игр 1936 года, участник летних Олимпийских игр 1948 года.

## Биография
Хенк де Лопер родился 26 декабря 1912 года в нидерландском городе Хилверсюм.
Играл в хоккей на траве за «Хилверсюмсе».
В 1936 году вошёл в состав сборной Нидерландов по хоккею на траве на летних Олимпийских играх в Берлине и завоевал бронзовую медаль. Играл на позиции полузащитника, провёл 5 матчей, мячей не забивал.
В 1948 году вошёл в состав сборной Нидерландов по хоккею на траве на летних Олимпийских играх в Лондоне, завоевавшей бронзовую медаль. В матчах не участвовал.
Умер 3 января 2006 года в Хилверсюме.

## Семья
Младший брат — Ян де Лопер (1914—1987), нидерландский хоккеист на траве. Участник летних Олимпийских игр 1936 года.